# 국방장관

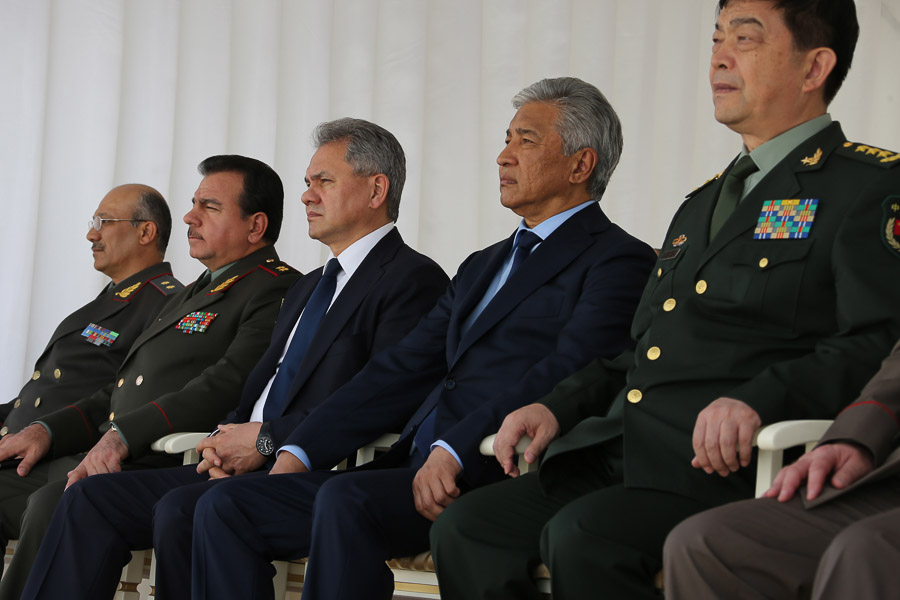
2015년 세르게이 쇼이구 러시아 국방장관(가운데)과 상하이협력기구 국방장관.

국방장관 또는 국방부 장관은 주권 국가의 군대를 규제하는 국방부를 담당하는 내각 공무원 직위이다.  

## 역할
국방장관의 역할은 국가마다 상당히 다르다. 일반적인 경우애는 국가원수 또는 정부수반의 국방 정책을 실현하고, 군을 지휘·운영하는 역할을 갖는다. 어떤 경우에는 장관이 일반 예산 문제와 장비 조달만 담당하며, 이와 다르게 다른 경우에서는 작전 지휘 체계의 필수적인 부분을 담당하기도 한다.
오늘날 대부분의 나라에서 문민통제가 이뤄지고 있으며, 국가 통치권력에서 군부의 개입이 거부되고 민간인이 군인까지 포함하는 최고의 지휘권을 가진다는 원칙을 표방한다.

## 국가별 국방장관
- 대한민국의 국방부 장관
- 미국의 국방부 장관
- 일본의 방위대신

## 같이 보기
- 총사령관
- 국방부